# Lubnia
Lubnia is een plaats in het Poolse district  Chojnicki, woiwodschap Pommeren. De plaats maakt deel uit van de gemeente Brusy en telt 912 inwoners.

## Verkeer en vervoer
- Station Lubnia